# 蔣淯安
蔣淯安（1991年8月4日—）為臺灣男子籃球運動員，場上主打控球后卫位置，現效力於台灣職業籃球大聯盟福爾摩沙夢想家。

## 職業生涯
2014年9月12日，蔣淯安於新人選秀會上以首輪第五順位被台灣啤酒選中，隨後加盟台灣啤酒。
2018年12月4日，蔣淯安在第十六季超級籃球聯賽上勇奪11月MVP及第3周MVP。
2020年6月19日，蔣淯安續約台灣啤酒，簽下4年延長合約。
2021年9月，蔣淯安從超級籃球聯賽（SBL）台灣啤酒轉移至T1聯盟台灣啤酒英熊。12月4日，對戰新北中信特攻在延長賽最後讀秒投進決殺三分球，終場以95比94逆轉幫助台灣啤酒英熊在T1聯盟的首勝。
2022年1月6日，蔣淯安獲選為2021-22賽季12月MVP。3月7日，獲選為2021-22賽季2月MVP。6月30日，蔣淯安入選該賽季年度防守第一隊。7月2日，蔣淯安入選該賽季年度第一隊。7月4日，蔣淯安獲得該賽季年度MVP。9月27日，他在跨聯盟籃球邀請賽冠軍戰上幫助台灣啤酒英熊以87比71擊敗新北中信特攻獲得最終冠軍，並獲選為大會MVP以及最佳五人。
2023年5月11日，蔣淯安在2022-23賽季蟬聯年度第一隊。同月蔣淯安重返全國男子籃球聯賽安徽文一。7月4日，蔣淯安從台灣啤酒英熊轉移至台啤雲豹。11月蔣淯安出賽4場比賽，繳出場均18分、4.5助攻、3.5籃板、2抄截的表現，在12月5日獲選T1聯盟2023-24賽季11月MVP。
2024年4月蔣淯安出賽7場比賽，繳出場均14.9分、5.3籃板、5.6助攻、1.3抄截的表現，在5月7日獲選T1聯盟2023-24賽季4月MVP。2023-24賽季蟬聯年度第一隊，並再次入選年度防守第一隊。6月30日，台啤永豐雲豹宣布蔣淯安合約期滿離隊。7月2日，蔣淯安以五年合約加盟P. LEAGUE+福爾摩沙夢想家。

## 國家隊生涯
2018年7月12日，蔣淯安入選中華台北男子籃球代表隊征戰2018年亞洲運動會籃球比賽男子組賽事，最終幫助中華隊奪得第四名。

## 外部連結
- 蔣淯安的Instagram帳戶
- 蔣淯安的Facebook專頁
- 蔣淯安在fiba.basketball（英语）
- 蔣淯安在fiba.basketball（英语）
- 蔣淯安在archive.fiba.com（存檔）（英语）
- 蔣淯安在台灣職業籃球大聯盟官網
- 蔣淯安在Eurobasket.com（球員）（英语）
- 蔣淯安在RealGM（球員）（英语）
- 蔣淯安在Flashscore（英语）